# Mustela lutreolina
Mustela lutreolina är ett rovdjur i familjen mårddjur.
Arten når en kroppslängd (huvud och bål) mellan 30 och 32 centimeter, en svanslängd mellan 14 och 17 centimeter och en vikt mellan 295 och 340 gram. Som alla vesslor har djuret en långsträckt kropp och korta extremiteter. Angående kroppsbyggnad liknar arten den närbesläktade sibiriska eldmården men skiljer sig från denne genom mörkare, oftast rödbrun päls.
Kännetecknande är ytterligare en öppning i kraniet nära hörselgången. Svansens päls är inte lika yvig som hos andra släktmedlemmar och svansen ser därför smalare ut. Flera exemplar hade en vit fläck av varierande storlek och form på strupen och/eller bröstet. Ansiktet saknar däremot ett maskliknande mönster.
Djuret lever bara på öarna Java och Sumatra. Dess habitat är bergsregioner 1 400 till 3 000 meter över havet. Mustela lutreolina lever troligtvis i skogar och den iakttogs i buskskogar ovanför trädgränsen. Det är inte mycket känt om djurets levnadssätt. Det antas att beteendet är lika sibirisk eldmårds uppförandet. Arten skulle alltså äta små däggdjur och annat kött.
De flesta exemplar iakttogs eller fotograferades på dagen.
Sedan djuret för första gången blev vetenskapligt beskrivet hittades fram till 1990-talet endast elva exemplar. Dessa fynd gjordes i regioner som länge var starkt hotade genom skogsskövling och bostadsbygge. Sedan inrättades skyddszoner i utbredningsområdet och fler exemplar blev iakttagna. IUCN listar arten sedan 2016 som livskraftig (LC).